# Bandera de Menorca
La bandera de Menorca és un símbol oficial del Consell Insular de Menorca. S'instaurà el 1983 mitjançant un acord plenari, que tengué per finalitat la creació d'una comissió investigadora que dictaminàs com havia de ser. La bandera està composta per dues parts ben diferenciades: al fons, la Senyera Reial; al centre, l'emblema de l'antiga Universitat General (més modernament, a l'esquerra, tot i que no està estipulat al dictamen).

## La bandera actual
El 8 d'agost de 1983 el Ple del Consell Insular de Menorca acordà encomanar una comissió formada pels historiadors Andreu Murillo, Josep Manguan, Florenci Sastre i Pilar Vinent, per a redactar un informe relatiu als símbols representatius de l'illa de Menorca, per a poder establir-ne, de manera oficial, una bandera. Després d'una investigació als arxius històrics de Ciutadella de Menorca, Maó, Alaior, d'una recerca bibliogràfica i de fer un estudi dels diferents emblemes i escuts que es conserven esculpits, el 15 de setembre del 1983 els membres d'aquesta comissió lliuraren l'informe al Consell, amb les següents conclusions:
1. Els quatre pals: Des del 1232, l'ensenya dels quatre pals és present a l'illa i, des de la presència d'Alfons III d'Aragó (1287) ja s'estableix l'emblemàtica reial. Els quatre pals es troben esculpits a diferents escuts d'entre els s. xiv i XVII. Per altra banda, els governadors de Menorca utilitzaren constantment un segell amb els quatre pals, per a legitimar els documents i oficis dimanats de la seva autoritat durant els s. XVI i XVII (els documents més antics foren destruïts durant els atacs turcs de 1535, a Maó i 1558, a Ciutadella).
2: El Castell o l'Escut de la Universitat General: l'emblemàtica específica i privativa de Menorca és la de la Universitat General, que ofereix tres variants: a) La primera, s'empra des del s. xiii (Jaume II en confirma el seu ús el 1300) fins devers el 1558. Actualment, i des del s. xix, s'empra com a escut de l'Ajuntament de Ciutadella. b) La segona és el segell adoptat per la Universitat General i Particular de Ciutadella durant els segles xvi i XVIII. Se n'inclouen dues variants, anomenades segell major i segell menor. Aquesta variant està orlada per la inscripció "LA UNIVERSITAT DE LA ILLA DE MENORCA" i representa, al centre, una torre coronada per una asta amb creu potençada i penell senyalant a la dreta. Aquesta torre sobresurt d'un edifici i està rodejada d'una muralla pentagonal amb porta oberta al davant i quatre torres als angles, inclinades cap a la torre central. A dreta i esquerra hi ha dos escuts caironats amb els quatre pals i, tot açò, està comprès dins un octògon de costats curvilinis. c) La tercera es tracta d'un transport de l'horitzó de la perspectiva del segell anterior i que també emprà la Junta de Sanitat de Ciutadella. Data del s. XIX.
El dictamen fou el següent:
«Després d'estudiar totes les dades recollides i examinar detingudament els segells i escuts que hem citat, la comissió informadora va constatar que l'emblema que, des del repoblament de Menorca (any 1287) hi ha des de la infeudació de 1232, ha estat present a l'Illa de Menorca com a distintiu de sobirania és el dels quatre pals vermells sobre fons groc. Açò no obstant, i per tal de remarcar la significació i el caràcter inherent a la representativitat específicament menorquina, els membres de la comissió són del parer que la bandera de Menorca ha d'ostentar, sobre les quatre barres, l'emblema de l'antiga Universitat General.»
Finalment, es trià la segona variant en Ple, l'escut de la qual ja era emprat aleshores com a escut del Consell Insular de Menorca.

## La bandera preautonòmica
Els anys 20 del segle xx, circulà una bandera a imitació de la mallorquina dictaminada per Benet Pons Fàbregues (vegeu Bandera de Mallorca).
El 28 de juliol del 1978 es constituí el Consell General Interinsular (òrgan preautonòmic precedent del Govern de les Illes Balears), en un acte al Castell de Bellver. Les banderes que presidien l'acte foren l'espanyola (preconstitucional) i la senyera (quatribarrada) en peu d'igualtat. També s'hi penjaren les banderes de Mallorca (amb franja morada), de Menorca (amb franja blava) i de les Pitiüses (l'actual bandera d'Eivissa). D'aquesta manera, podem saber que aquella bandera estava formada pels quatre pals, amb una franja blava a la banda esquerra, i l'escut de la Universitat General al mig, com es pot comprovar en una fotografia d'arxiu del Diario de Mallorca, publicada a La lluita per l'autonomia de les Balears.